# Kulo Green
Gustav Holger Fritiof (Kulo) Green, född 4 december 1913 i Skara, död 24 februari 1972 i Sjömarken, var en svensk målare.

## Biografi
Kulo Green var son till målarmästaren Georg Green och Ester Andersson samt från 1939 gift med Majlis Hallgren. Han utbildade sig först till yrkesmålare och studerade därefter vid Tekniska aftonskolan i Stockholm 1938–1939 samt för Isaac Grünewald 1945–1946 och under studieresor till Belgien, Schweiz, Italien och Norge. Han vistades en period i Paris där han studerade för Picasso och André Lhote 1947. Han var under en period på 1950-talet bosatt i Spanien längsta tiden på Ibiza men även i Katalonien. Under 1940-talet ställde han ut separat i Borås, Skara och Göteborg och dessa följdes av utställningar på De ungas salong i Stockholm under 1950-talet och Mariagalleriet i Stockholm samt samlingsutställningen Liljevalchs vårsalong under 1960-talet. Bland hans offentliga arbeten märks den femton meter långa fresken Rullande hjul i Borås, som han målade en natt på en betongmur i skenet från ett par billyktor, och en stor väggmålning för Leander Johanssons personalrum[var?] – som idag finns i ett privathem i Borås – samt skrotskulpturen i Sjömarken kallad Kungen och drottningen. Hans konst består av stilleben, figurativa och abstrakta målningar, grafittimålningar, landskap i olja, akvareller, pasteller och gouacher. Vid sidan av sitt eget skapande var han verksam som bildlärare vid Ålgårdens målarskola och som teckningslärare på högstadiet i Borås. Green är representerad vid Borås konstmuseum, Falbygdens museum, Västerviks kommun och Borås stad. Han avled 1972 genom självmord.